# Уабо
Уабо (англ. Uaboe) — округ (единица административного деления) Науру. 
Округ Уабо входит в состав избирательного округа Убенид.

## География
Расположен в северо-западной части острова. Площадь 0,97 км². Уабо — второй по величине район Науру. Это единственный район, кроме Боэ, площадью менее 1,0 км². Совет местного самоуправления Науру расположен в Уабо и этот округ является частью избирательного округа Убениде. Уабо также является самым высоким поселением Науру.

## Население
Население в Уабо 335 человек (2005).

## Почётные граждане
- Тимоти Детудамо, лингвист и губернатор Науру[1].